# Lawndale (Illinois)

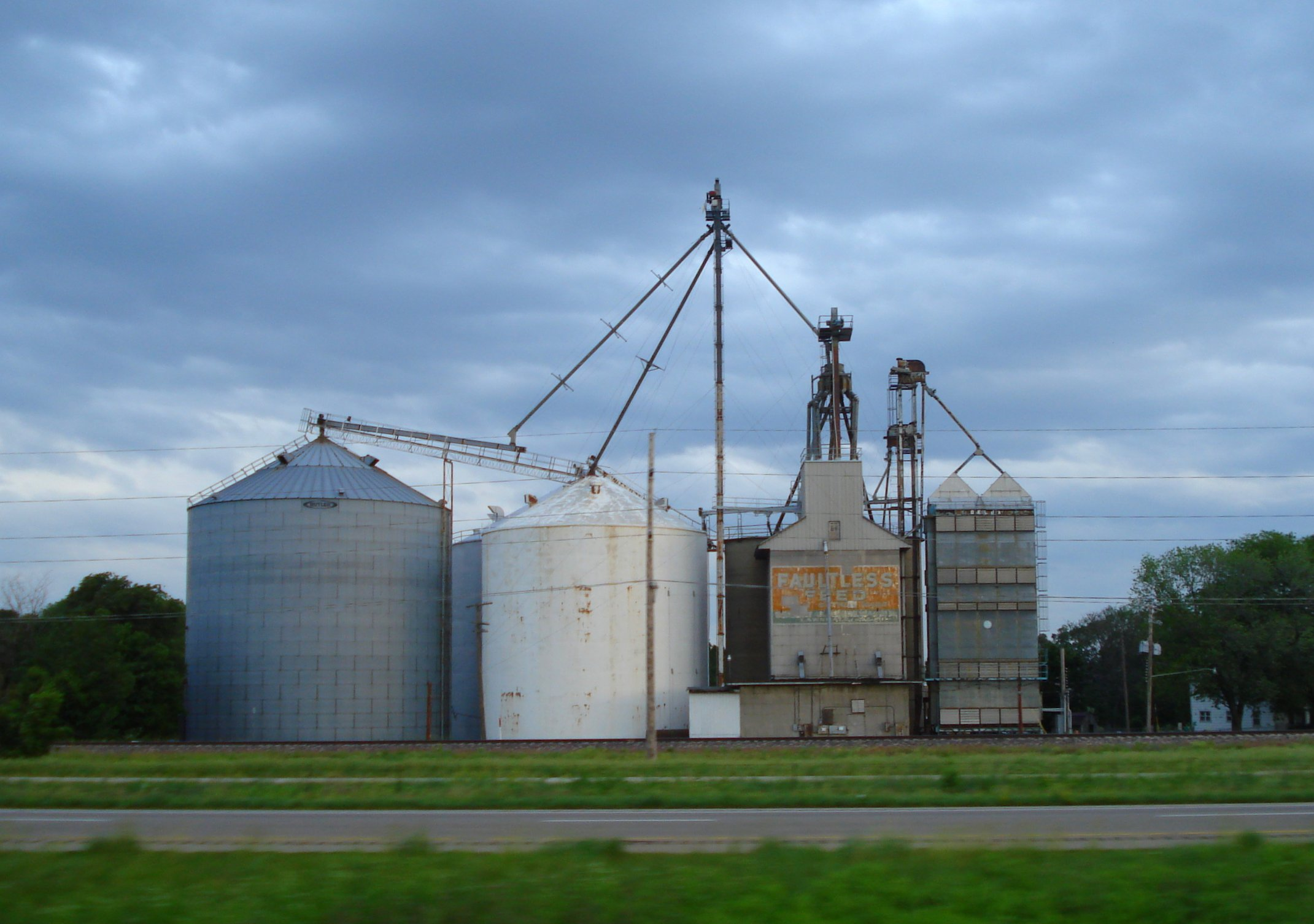
Lawndale Elevator, un elevador de granos en Lawndale, Illinois.

Lawndale es una comunidad ubicada en el Condado de Logan, Illinois, Estados Unidos, situada al nordeste de Springfield. El municipio se sitúa en la Interestatal 55, parte de la vieja Ruta 66, entre Atlanta y Lincoln. Situado, a su vez, justo al sur de Kickapoo Creek.  La ciudad tiene una taberna, un ascensor de grano, y una "mobile home" convertida en su oficina de correos.
Lawndale fue fundada en 1854, poco después de que el ferrocarril de Alton & Sangamon (ahora Chicago & Alton) fuera extendido hasta ese punto.
El 25 de julio de 1977, se confirmó que dos gigantes aves sin identificar, conocidos en criptozoología como "pájaros del trueno", pasaron sobre Lawndale. Uno descendió y atrapó a un niño de diez años llamado Marlon Lowe de su jardín trasero, soltándolo poco después, probablemente debido a los fuertes gritos de su madre, que miraba junto a seis otros testigos. La descripción de los pájaros dada por los testigos coincidió con la del cóndor andino; aun así, los talones del cóndor andino no son lo bastante fuertes para ascender objetos pesados, mucho menos un niño.